# Герман, Иван Иванович
Иван Иванович Герман фон Ферзен (около 1740—1801) — российский генерал от инфантерии, военный картограф, выходец из Саксонии. Неудачно командовал русским корпусом во время Голландской экспедиции в 1799 году.

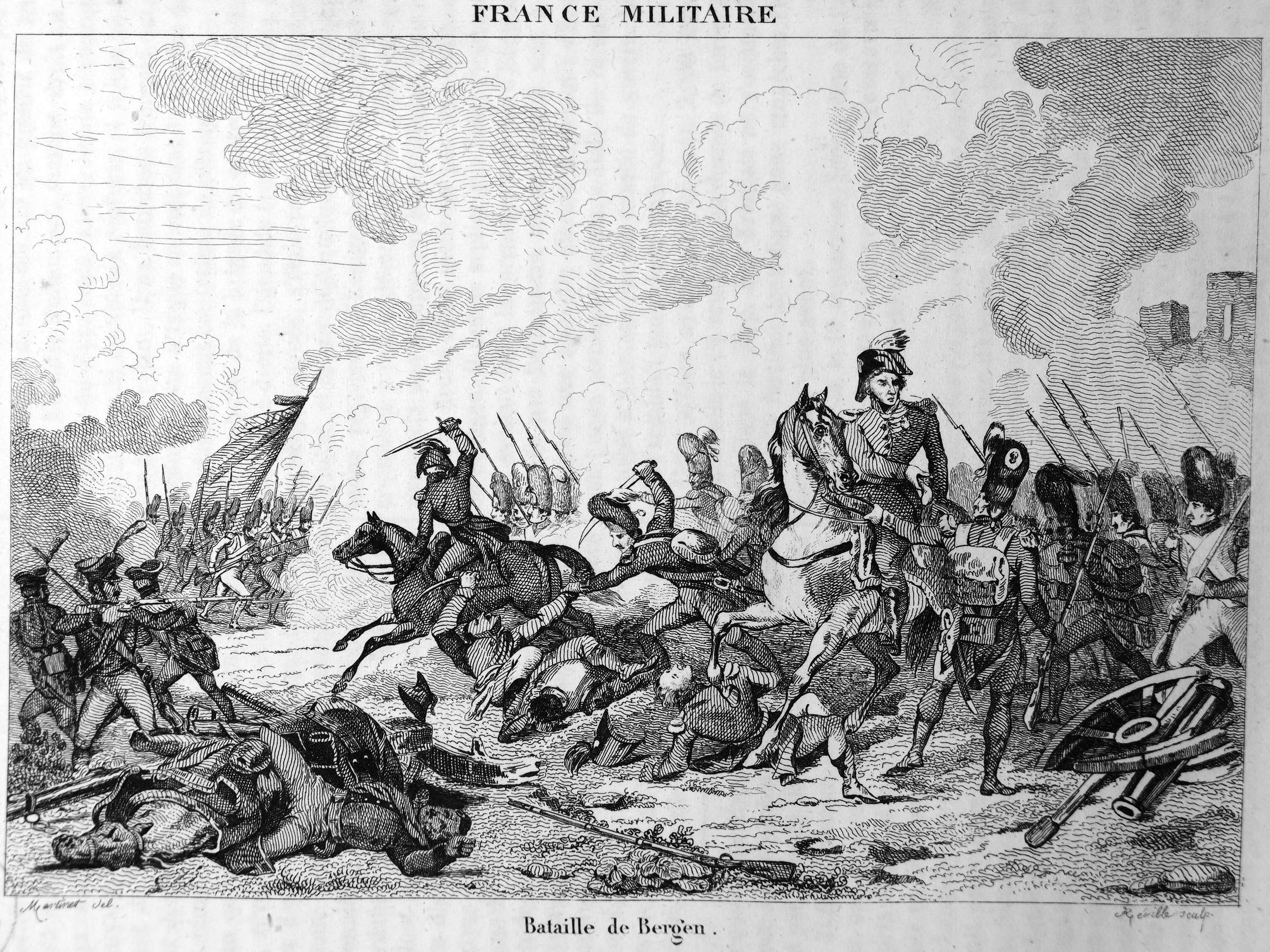
Пленение генерала Ферзена в ходе битвы при Бергене

## Биография
Вступил на русскую военную службу «нации саксонской из статских чинов» кондуктором 2-го класса в Инженерный корпус 18 января 1770 года (по другому послужному списку прапорщиком в 1769 году), а затем переведен 24 ноября 1770 года в Генеральный штаб колонновожатым офицером — дивизионным квартермистром ранга поручика.
Участвовал в сражениях при Ларге и Кагуле. Во время рекогносцировки на Дунае был контужен.
В это же время ему было поручено составление карты Молдавии и описания Валахии, а по окончании этой работы он был в 1772 году назначен старшим квартирмейстером при корпусе графа Эльмпта в Польше.
В начале 1773 года состоял при обсервационном корпусе на шведской границе и составил карту Финляндии.

### Крестьянская война 1773—1775
В 1773 году был назначен старшим квартирмейстером к генерал-аншефу А. Бибикову в Оренбургский край.
В 1774 году во время в военных действиях против Емельяна Пугачева он, состоя в отряде князя П. М. Голицына и командуя его авангардом, был в делах при Татищевской крепости, у Сакмарского городка и других, за что произведен 7 мая в обер-квартирмейстеры майорского чина. В это же время им составлена карта всего Оренбургского похода.
В 1775 году Герман получил от Екатерины II поручение составить план Царицынского загородного дворца близ Москвы; в том же году послан секретным курьером в Астрахань и Кизляр для обозрения края и персидской границы, составил карту местности между реками Тереком, Кубанью, Доном и Волгой и написал журнал своего путешествия.
В 1776 году ему было поручено определение границ земли войска Донского; в следующем году он исполнил поручение и составил карту этой земли; произведенный 24 мая 1777 году в подполковники, Герман выбыл из Генерального штаба и в 1778—1782 годах состоял в Кабардинском пехотном полку.

### Кавказская линия
Получив затем поручение закрыть от набегов кавказских народов Волгу и Дон, он заложил 9 крепостей и тем положил основание Кавказской линии. В 1778 году составил проект Херсонской крепости, постройка которой была поручена ему же. Она продолжалась до 1782 года. 1 января того же года был произведен в чин полковника.
В 1783 году награждён орденом Св. Владимира 4-й степени и назначен командиром Владимирского пехотного полка, находившегося на Кавказской линии. Командуя полком, Герман постоянно участвовал в экспедициях против горцев и в 1784 году построил на Кубани крепости Преградный Стан и Прочный Окоп.
В 1787 году получил в командование один из отрядов, входивших в состав Кавказского корпуса, и исправлял должность генерал-квартирмейстера. Он принимал участие в военных действиях против горцев и турок и отличился в делах с горцами у реки Лабы, Черных гор и у реки Мамы и с турками при Анапе. Тогда же составил карту Кавказа.
21 апреля 1789 года произведен в чин бригадира. 5 февраля 1790 года произведен в чин генерал-майора и назначен командиром бригады, состоявшей из Кабардинского, Владимирского и Казанского полков.
Получив известие, что турки под начальством сераскира Батал-паши следуют от рек Лабы к Кубани, чтобы вторгнуться в пределы России, Герман поспешил к ним навстречу и 30 сентября 1790 года разбил турок и горцев на верховьях Кубани, у реки Тохтамыши (Абазинки) и Подбаклеи, и обратил их в бегство; овладел лагерем неприятеля, он захватил всю артиллерию (30 орудий) и взял в плен сераскира. Императрица Екатерина II наградила Германа за эту победу орденом св. Георгия 2-й степени (21 января 1791 года) и 500 душ крестьян в Полоцкой губернии.

### Польская кампания
В 1792 году назначен генерал-квартирмейстером в армии генерал-аншефа Кречетникова в Литве.
В 1793 году командовал корпусом правого крыла русской армии отличился при ночной атаке на Кобыльник, где разбил основные силы 27 Завилейского полка повстанцев. Награждён орденом Св. Анны.
В 1794 году командовал в Польше в армии князя Репнина особым корпусом. При взятии Вильны он вел атаку на ретраншемент и Острую браму (ворота). За польскую кампанию награждён орденом Св. Владимира 2-й степени. План кампании, составленный Германом во время этой войны и увенчавшийся успехом, ещё более укрепил за ним репутацию хорошего стратега. В 1795 году Герман состоял в должности генерал-квартирмейстера при главной квартире князя Репнина.

### Картография
В 1796 году составил проект соединения Днепра с Западной Двиной посредством канала.
В начале царствования Павла I был в отставке, потому что 19 декабря 1796 году он принят по-прежнему в службу и назначен шефом Шлиссельбургского мушкетерского полка. 27 декабря 1797 года он произведен в генерал-лейтенанты, в 1798 году назначен генерал-квартирмейстером всей армии и награждён орденом Св. Александра Невского.
С назначением на должность генерал-квартирмейстера Герман обратил внимание на съемки пограничных областей и рассылал офицеров в разные местности для снятия планов. Он сам ездил летом 1798 года в Южную Россию, чтобы принять меры к укреплению Севастополя и берегов Чёрного моря. Производившиеся под его руководством картографические работы обратили на него внимание императора Павла I, который стал видеть в нём человека основательного и полезного для службы.

### Итальянский поход 1799 года
В 1799 году Герман награждён был орденом Св. Иоанна Иерусалимского и получил в командование один из корпусов, предназначенных для посылки в Италию против французов. Император поручил ему по соединении с корпусом Розенберга помогать последнему своими советами, а в случае нужды принять и главное начальство над обоими корпусами. Павел I был такого высокого мнения о дарованиях Германа, что, когда решено было послать Суворова главнокомандующим в Италию, поручил Герману «иметь наблюдение за его, Суворова, предприятиями, которыя могли бы повести ко вреду войск и общаго дела, когда будет он слишком увлекаться своим воображением, заставляющим его иногда забывать все на свете». «Хотя он, по своей старости уже и не годится в Телемаки, тем не менее, однако же, вы будете ментором, коего советы и мнения должны умерять порывы и отвагу воина, поседевшего под лаврами». В ответе писал: «В бою он (Суворов) любит глубокий строй, и я также предпочитаю это построение с тем однако же различием, что по моему мнению оно должно быть приспособлено к параллельному боевому порядку, для уменьшения вреда, наносимого неприятельскою артиллериею».

### Голландская экспедиция 1799 года
Вместо корпуса, посылаемого в Италию, он получил в командование другой корпус, предназначенный для совместных действий с английским войском против французов в Голландии. Герман с одной дивизией приплыл к берегам Голландии 31 августа 1799 года, но вследствие дурной погоды мог высадиться только 2 сентября. Русские, не привыкшие к морскому путешествию, были очень утомлены, но в тот же день должны были сделать усиленный переход по сыпучему песку. К 7 сентября собрался весь отряд Германа, и на 8-е Фредерик, герцог Йоркский, главнокомандующий союзной армией, назначил бой с французами. Герман, по-видимому, не нашел нужным отсрочить столкновение с неприятелем из-за усталости русских войск.
Получив в командование первое отделение союзной армии, он рано утром, ещё в темноте, двинулся вперед, без проводников и без материалов для устройства переходов через реки и каналы. Англичане выступили гораздо позднее и двигались медленно и с большою осторожностью, поэтому они не могли оказать Герману поддержки вовремя. Несмотря на все неблагоприятные обстоятельства, первоначально перевес был на стороне русских: они выбили французов из трех ретраншементов, взяли несколько батарей, завладели тремя укрепленными деревнями и захватили в плен 1000 французов и 14 пушек, но затем французы воспользовались промедлением англичан, чтобы всеми силами ударить на русских, утвердившихся в Бергене.
Герман дважды отразил неприятеля, но, не видя более возможности удержаться в Бергене, он уж начал выступать оттуда, как в это время был атакован кавалерией и пехотой. Русские ударили в штыки, но не могли осилить превосходившего их численностью врага. Герман вместе со всем штабом был взят в плен. Русские потеряли в этом сражении убитыми, ранеными и взятыми в плен до 3000 человек.

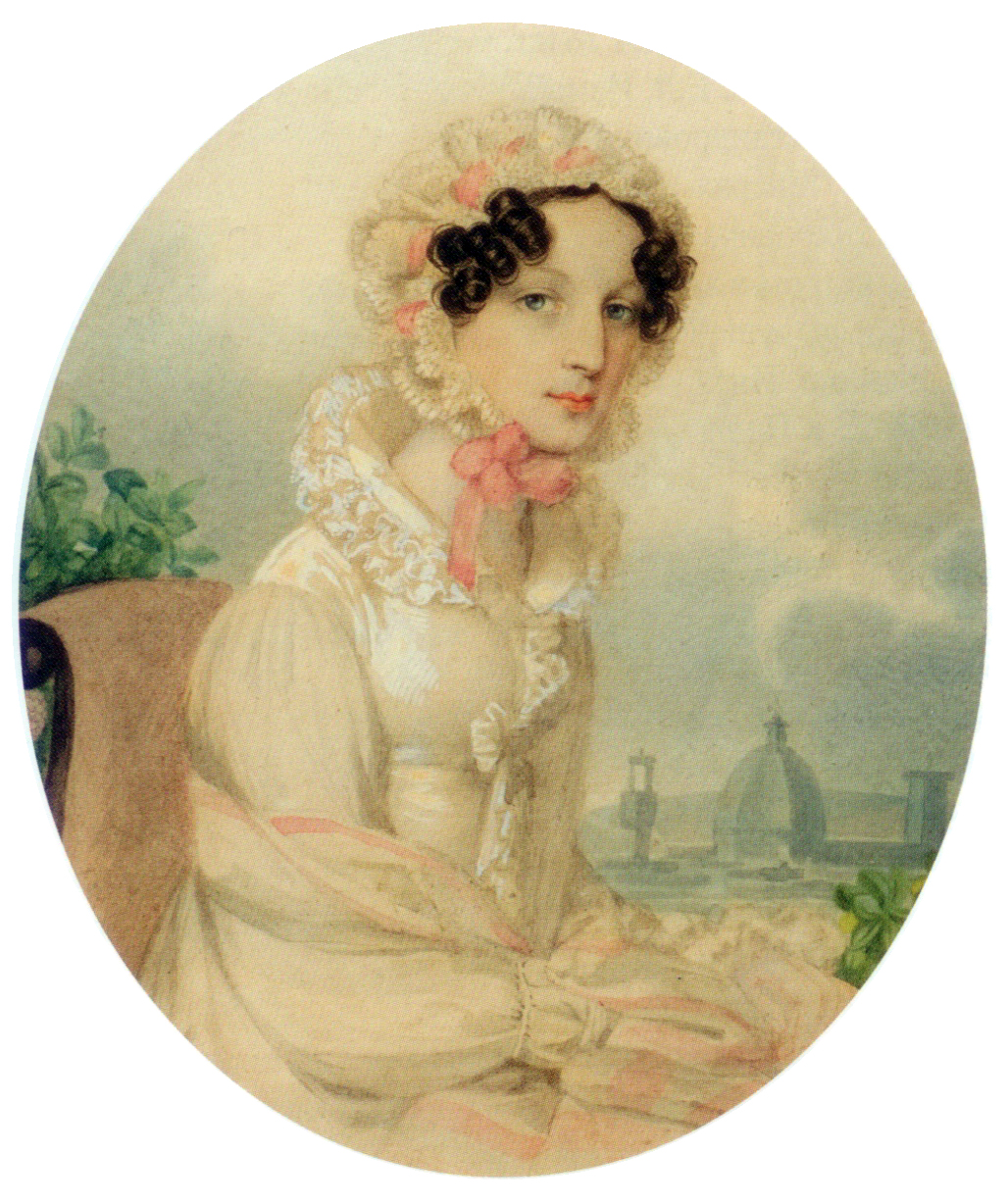
Шарлотта Убри, дочь

Ещё до получения известия о поражении Германа его 24 сентября 1799 года произвели в генералы от инфантерии. Когда же печальная весть достигла Петербурга, император Павел I крайне разгневался и исключил Германа 27 сентября из службы «за дурной поступок». Герцог Йоркский и сам король английский выступили защитниками Германа перед Павлом I. Герцог объяснял неудачу русских более всего их излишним порывом рвения и воинского жара. «Главное несчастье для нас, писал он, заключалось в потере храброго Германа, который пользовался уважением и доверием войск. Останься он цел, он дал бы иной оборот сражению».
Пленный Герман был отправлен в крепость Лилль. Французы готовы были обменять его на всех французских генералов, взятых в плен в Италии, но Павел I не согласился на это, и Герман пробыл в плену до заключения мира. По возвращении из плена Герман представил объяснение своих действий и 6 ноября 1800 года был снова принят на службу, но уже не получил никакого назначения. Несчастные события повлияли на его здоровье, и 9 июня 1801 года он скончался в Петербурге, имея более 60-ти лет от роду.

## Семья
Герман был женат на Шарлотте Ивановне Герард, дочери известного гидравлика Ивана Кондратьевича Герарда, и оставил 4 детей.
- Елизавета Ивановна (ум. 1846), замужем за Б. Х. Рихтером, кавалерственная дама меньшого креста ордена Святой Екатерины.
- Шарлотта Ивановна (Элеонора Луиза) (1791—1875), замужем за дипломатом П. Я. Убри (1774—1847).
- Мария Ивановна (1799—1866), замужем за С. С. Есаковым, лицейским товарищем А. С. Пушкина.